# Încrengătură
Încrengătura (lat.: phylum, plural phyla) reprezintă o treaptă de clasificare taxonomică, inferioară supraîncrengăturii și superioară subîncrengăturii.
- Exemplu: Chordata

## Istoria
A fost propusă de Carl Linné. 